# Anacostia (fiume)
L'Anacostia è un fiume della costa orientale degli Stati Uniti d'America, lungo 14 km.
Nasce in Maryland, poco a nord di Bladensburg, dalla confluenza di due tributari, chiamati Nortwest Branch (letteralmente ramo nordoccidentale) e Northeast Branch (letteralmente ramo nordorientale). Da qui scorre verso sud, ricevendo il Washington Channel e sfociando poi nel Potomac, all'interno del territorio di Washington.
Il nome deriva da una corruzione del nome dei Nacotchtank, una popolazione algonchina che viveva sulla sponda orientale del fiume prima dell'arrivo degli europei.